# Вільчи-Ляс
Вільчи-Ляс (пол. Wilczy Las, нім. Wolfshayn) — село в Польщі, у гміні Варта-Болеславецька Болеславецького повіту Нижньосілезького воєводства.
Населення — 192 особи (2011).
У 1975-1998 роках село належало до Легницького воєводства.

## Демографія
Демографічна структура станом на 31 березня 2011 року:
|          | Загалом | Допрацездатний вік | Працездатний вік | Постпрацездатний вік |
| -------- | ------- | ------------------ | ---------------- | -------------------- |
| Чоловіки | 92      | 22                 | 66               | 4                    |
| Жінки    | 100     | 29                 | 55               | 16                   |
| Разом    | 192     | 51                 | 121              | 20                   |